# Ladoeiro
Ladoeiro est le plus grand village du conseil de Idanha-a-Nova.

## Géographie
Le village s'étend sur 63,11 km2 et compte 1 386 habitants (2001). La densité démographique est de 22,0 hab/km2. Il est traversé par le Rio Ponsul.

## Histoire
Santo Isidro est le saint patron du village qui est fêté généralement le week-end du 15 août, chaque année. La population se réunit dans la place du village chaque soir. Le 15 août, l'habituelle procession commémore le saint où participent tout le monde.
Le village est aussi connu pour ses pastèques. Chaque année, il a lieu la fête de la pastèque (en portugais festa da melancia) qui accueille chaque année les chaînes de télévision locales pour la pesée de la pastèque. Mais aussi des spécialités avec la pastèque (glaces, smoothies, jus, etc.), la danse traditionnelle, etc.